# Sebastian Streu
Sebastian Streu (* 22. November 1999 in Neuwied) ist ein deutsch-kanadischer Eishockeyspieler, der seit Juli 2024 beim EHC Freiburg aus der DEL2 unter Vertrag steht. Der Flügelstürmer spielte zuvor unter anderem für die Eisbären Berlin und Iserlohn Roosters in der Deutschen Eishockey Liga (DEL). Mit den Eisbären gewann Streu in den Jahren 2021 und 2022 die Deutsche Meisterschaft.

## Karriere

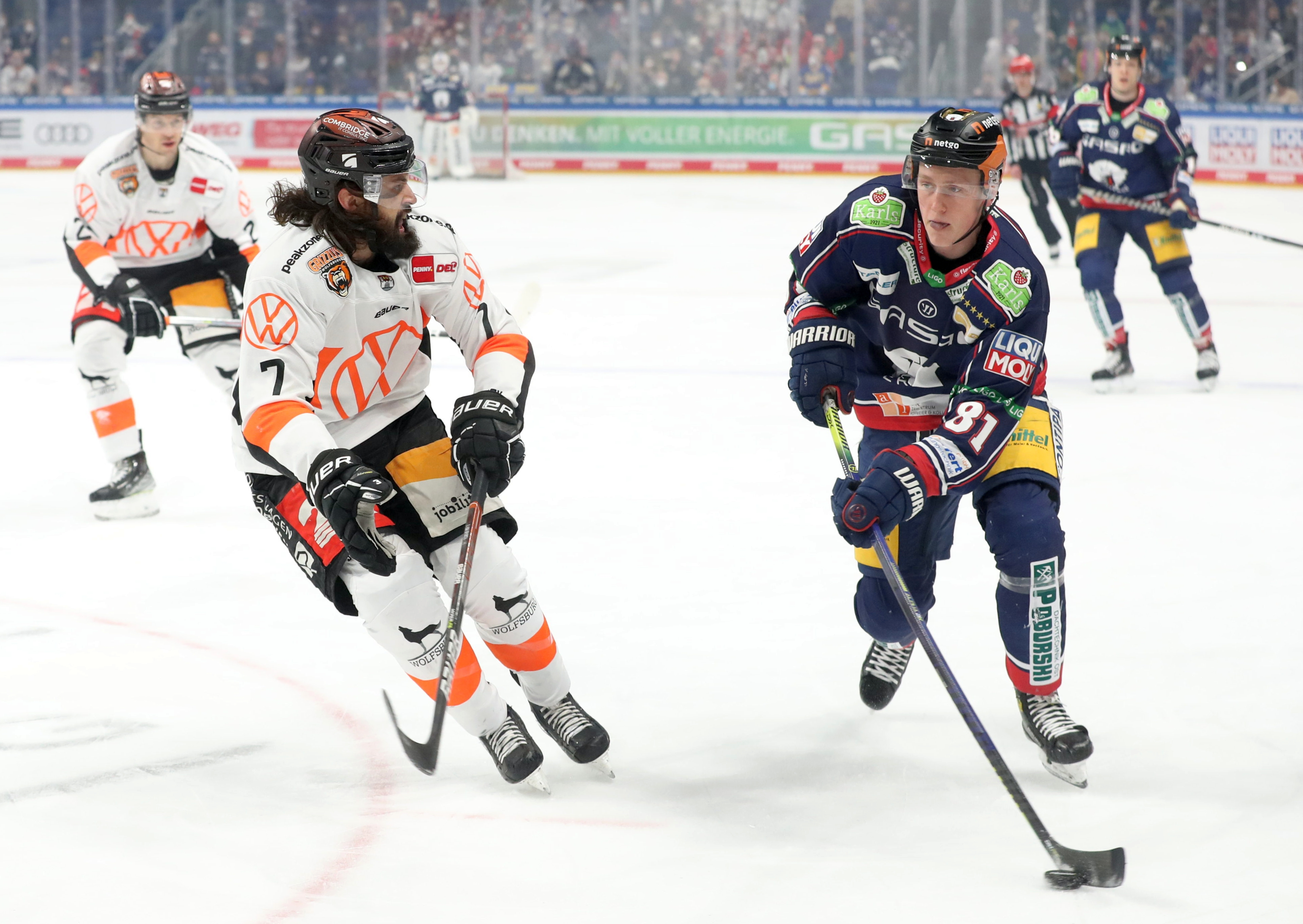
Streu (rechts) im Trikot der Eisbären Berlin (2022)

Nach Anfängen beim im Nachwuchs des REV Bremerhaven, wo sein Vater Craig Streu zu dieser Zeit als Spieler unter Vertrag stand, zog Sebastian Streu im Alter von 13 Jahren mit seiner Familie nach Österreich. Er spielte für Nachwuchsmannschaften in Niederösterreich und der RB Hockey Academy des EC Salzburg. Zur Saison 2017/18 wechselte er zu den Kootenay Ice aus der Western Hockey League (WHL), einer der Top-Juniorenligen Kanadas. In der Folgesaison kam er zunächst für einige Partien in der British Columbia Hockey League (BCHL) zum Einsatz, bevor er die Spielzeit bei den Regina Pats aus der WHL beendete.
Im Sommer 2019 kehrte Streu nach Deutschland zurück und unterzeichnete einen Probevertrag bei den Eisbären Berlin aus der Deutschen Eishockey Liga (DEL), bei denen sein Vater zwischenzeitlich als Co-Trainer verpflichtet worden war. Nach überzeugenden Leistungen in der Saisonvorbereitung erhielt der Angreifer im September 2019 bei den Eisbären seinen ersten Profivertrag. Per Förderlizenz war er in den folgenden beiden Jahren auch für die Lausitzer Füchse in der DEL2 aktiv, verbrachte den Großteil der Spielzeiten aber bereits in der DEL. In der Saison 2020/21 wurde er auch in allen neun Playoff-Partien der Eisbären eingesetzt und steuerte dabei zwei Treffer zum Gewinn der Deutschen Meisterschaft bei. Craig und Sebastian Streu waren damit das erste Vater-Sohn-Duo, das gemeinsam den Titel in der DEL gewann. In der Spielzeit 2021/22 konnten sie mit den Eisbären die Meisterschaft verteidigen.
Im Mai 2022 schloss sich Sebastian Streu dann dem Ligakonkurrenten Iserlohn Roosters an. Dort erhielt er allerdings nur wenige Spielanteile und erzielte in der gesamten Saison nur einen Treffer, sodass er den Klub schon nach einer Saison wieder verließ. Anschließend wurde er von den Starbulls Rosenheim aus der DEL2 verpflichtet. Nachdem er im November 2023 während eines Spiels vom Puck im Gesicht getroffen worden war, wurde er ins Krankenhaus eingeliefert. Doch schon eine Woche später trainierte er wieder mit der Mannschaft und verpasst nur wenige Spiele. Nach dem Ende der Spielzeit erfolgte ein Wechsel zum Ligakonkurrenten EHC Freiburg.

### International
In der Saison 2014/15 wurde Sebastian Streu erstmals in eine Juniorennationalmannschaft des Deutschen Eishockey-Bundes berufen. Nach drei Länderspielen mit der U16-Auswahl kam er ab 2016 für die U18-Nationalmannschaft zum Einsatz, mit der er unter anderem an der Weltmeisterschaft 2017 teilnahm. Deutschland belegte in der Division IA nur den fünften Platz, mit fünf Scorerpunkten in fünf Partien konnte Streu mit seiner persönlichen Leistung hingegen zufrieden sein. 2020 feierte er mit der U20-Nationalmannschaft den Turniersieg in der Division I der Weltmeisterschaft 2019 und damit den Aufstieg in die Top-Division.
Als Rookie in der DEL wurde er im Februar 2020 erstmals für die A-Nationalmannschaft nominiert und erzielte im ersten seiner zwei Einsätze sein erstes Länderspieltor.

## Erfolge und Auszeichnungen
- 2019 Aufstieg in die Top-Division bei der U20-Junioren-Weltmeisterschaft der Division IA
- 2021 Deutscher Meister mit den Eisbären Berlin
- 2022 Deutscher Meister mit den Eisbären Berlin

## Karrierestatistik
Stand: Ende der Saison 2024/25

### International
Vertrat Deutschland bei:
- U18-Junioren-Weltmeisterschaft der Division IA 2017
- U20-Junioren-Weltmeisterschaft der Division IA 2019

(Legende zur Spielerstatistik: Sp oder GP = absolvierte Spiele; T oder G = erzielte Tore; V oder A = erzielte Assists; Pkt oder Pts = erzielte Scorerpunkte; SM oder PIM = erhaltene Strafminuten; +/− = Plus/Minus-Bilanz; PP = erzielte Überzahltore; SH = erzielte Unterzahltore; GW = erzielte Siegtore; 1 Play-downs/Relegation; Kursiv: Statistik nicht vollständig)